# ŽORK Jagodina
Le ŽORK Jagodina (Zenski Omladinski Rukometni Klub Jagodina en serbe) est un club serbe de handball féminin basé à Jagodina.

## Palmarès
- champion de Serbie en 2018 et 2019
- vice-champion de Serbie en 2011, 2012, 2013, 2014 et 2015

## Joueuses majeures
- Jelena Nišavić
- Ljiljana Knežević